# 朱徽娟
朱 徽娟（しゅ きえん、万暦32年5月9日（1604年6月6日） - 万暦38年1月5日（1610年1月29日））は、明の泰昌帝の嫡出長女（第一子）。母は孝元皇后郭氏。
万暦32年5月9日（1604年6月6日）卯時、皇太子朱常洛（後の泰昌帝）の邸に生まれた。朱常洛は正妻の郭氏との間にその後も男子が生まれなかったため、父の万暦帝の許可で多くの側室が置かれた。翌年、王選侍が長男の由校（後の天啓帝）を生んだ。
万暦38年正月5日（1610年1月29日）、朱徽娟は死去し、金山に葬られた。
万暦48年（1620年）7月、泰昌帝が即位するが、子供たちが王や公主に封ぜられる間もなく、翌月に崩じた。天啓2年12月（西暦で1623年）、庶弟の天啓帝により徽娟は郡主から公主に格上げされ、「悼懿」と諡された。